# 白雪號列車
白雪（日语： Shirayuki */?）是東日本旅客鐵道（JR東日本）和越後心動鐵道主要運行在新井站、上越妙高站－新潟站之间，途徑JR東日本的信越本線和越後心動鐵道妙高躍馬線的特急列車 。

## 概要
特急白雪號列車在2015年3月14日北陸新幹線長野站－金澤站間開業的同時開始運行，方便上越地方的乘客在上越妙高站接駁北陸新幹線往來富山和金澤方向，最初一天設5個往返班次；在新潟縣中經由柏崎市和長岡市連接新潟市。其中3個往返班次在上越妙高站到發，而為了確保妙高市新井地區的交通便利，另外2個班次延長至新井站到發。
北陸新幹線延伸開業前，在上越地區和新潟之間，特急北越號在金澤－新潟之間每天有五個往返班次，快速頸城野號每天在新井站－新潟站之間有三個往返班次；白雪號繼承了這個系統的運作。但後來因應客量，班次減至四個往返。
「白雪」是過去日本國鐵時代，日本海縱貫線曾運行的急行列車的名稱；和JR民營化後秋田－青森之間曾運行的快速列車的名稱。

## 運行概況
2024年3月起，新井站 - 新潟站間2對來回（下行1、3號／上行2、8號）；上越妙高站 - 新潟站間2對來回（下行4、6號／上行5、7號）共計每天4對來回。

### 停車站
●：停車　▷：一部分下行列車停車　◁：一部分上行列車停車
| 列車名 | 号数         | 新井 | 上越妙高 | 高田 | 春日山 | 直江津 | 柿崎 | 柏崎 | 長岡 | 見附 | 東三条 | 加茂 | 新津 | 新潟 | 備注                  |
| ------ | ------------ | ---- | -------- | ---- | ------ | ------ | ---- | ---- | ---- | ---- | ------ | ---- | ---- | ---- | --------------------- |
| 白雪號 | 基本         |      | ●        | ●    | ◁      | ●      | ●    | ●    | ●    | ●    | ●      | ●    | ●    | ●    | 6号列車在春日山站停車 |
| 白雪號 | 1, 3／2, 8號 | ●    | ●        | ●    | ▷      | ●      | ●    | ●    | ●    | ●    | ●      | ●    | ●    | ●    | 1号列車在春日山站停車 |

### 所需時間
- 新潟－上越妙高

上行 2小時0分 - 2小時1分
下行 1小時58分 - 2小時2分

- 新潟－新井

上行 2小時8分 - 2小時9分
 下行 2小時5分 - 2小時8分

### 使用車輛
使用隸屬新潟車輛中心的E653系（1100番台）4輛編組運行。
列車原本是屬於勝田車輛中心，運行於常磐線特急列車「Fresh常陸號」的E653系0番台列車的附屬編組（長度為4輛）。後來常陸號改為使用E657系時，剩餘的附屬編組過剩；於是在2015年送往郡山總合車輛中心進行耐寒耐雪改造和結構強化等改造。
列車塗裝底色為象牙白色，以配合列車「白雪」的名稱；車輛下部為藍紫色的雙色調，代表日本海和天空；白色和藍紫色之間是朱紅色，代表被夕陽照耀的日本海海面。車輛數目仍然是4輛，與座位一樣沒有改變。與特急稻穗號使用的同款列車（同樣由E653系0番台改造）不同的是，白雪號的用車全部是普通車，不設綠色車廂。
行走信越本線的快速列車「Rakuraku Train信越」和「早安信越」也使用此列車。

### 其他
乘務員（司機、車長）在新潟站 - 直江津駅之間由JR東日本擔當；直江津站 - 新井站之間由越後心動鐵道（朱鷺鐵）擔當；在直江津站交換乘務員。
對於透過上越妙高站在北陸新幹線和白雪號之間轉乘，來往直江津站之後的各車站的乘客；以及透過長岡站從上越新幹線轉乘白雪號的乘客，白雪號的特急費用可獲得轉乘折扣，但只限於JR東日本路段，朱鷺鐵路段的特急費用並沒有折扣。
因為不能單獨為朱鷺鐵路段指定座位，所以朱鷺鐵路段並沒有設立指定席費用。
全部往復班次不設車内販賣。

## 歷史
- 2015年3月14日：新井／上越妙高～新潟間1日5往復開辦，其中3往復至上越妙高、2往復則由新井起訖[5]。
- 2019年3月16日：隨時間表改正、9號提早開出。在長岡站轉乘上越新幹線往東京站的最終列車更改[6]。
- 2022年3月12日：隨時間表改正，1往復（8、9號）取消。10號改為新的8號[7]。
- 2025年3月15日：隨時間表改正，原來下行3、5、7號改為順序1、3、5號；原來的1號班次轉為7號，改為晚上開出；上行8號提早開車時間[8]。

## 關連項目
- 日本的列車愛称一覧（日语：日本の列車愛稱一覧）
  - 北越號列車
  - 頸城野號列車

## 外部鏈結
- JR東日本列車案内＞しらゆき（E653系） （页面存档备份，存于）